# Eleanor Mary Wynne-Edwards Reid
Eleanor Mary Wynne-Edwards Reid (13 de noviembre de 1860 — 28 de septiembre de 1953) fue una naturalista, brióloga, algóloga, paleobotánica galesa.

## Biografía
Estudió desde 1886 en Westfield College, de la Universidad de Londres, con una licenciatura en física experimental en 1891. Luego enseñó cuatro años de matemática y ciencias naturales en Cheltenham Ladies College.
Se casó, en 1897, con el geólogo y paleobotánico Clemente Reid, con quien trabajó mucho juntos, por ejemplo, en el estudio de los fósiles de plantas en Tegelen hacia 1905. Su primer trabajo fue publicado en 1907, el último en 1915. Juntos demostraron que todas las comunidades de Floras extintas, podían ser reconstruidas a partir de semillas y polen fósiles. En 1913, se mudan a Milford-on-Sea, donde Eleanor Reid vivió después de la muerte de su marido, y donde conoció a muchos paleobotánicos británicos y extranjeros.
En 1920, comenzó su colaboración con Marjorie Jane Elizabeth Chandler, del Newnham College de Cambridge, llevándolas a dos monografías monumentales sobre la Flora de la era cenozoica en el Reino Unido. Además "Flora Bembridge sobre la flora del Oligoceno", especialmente en la isla de Wight, en poder del Museo de Historia Natural de Londres, y "Flora de Londres del Eoceno", de 1933, Considerada un clásico de la paleobotánica, con los cambios en la flora y el clima en la historia de la era terciaria.

## Algunas publicaciones
con Marjorie Elizabeth Jane Chandler
- The London Clay Flora, British Museum 1933
- The Bembridge Flora, British Museum 1926 (Catalogue of caenozoic plants in the Department of Geology, v. 1)

con Clement Reid
- The Pliocene floras of the Dutch-Prussian border, Mededeelingen van de Rijksopsporing van Delfstoffen, N.º 6 Gravenhage, M. Nijhoff 1915 doi:10.5962/bhl.title.57075
- The fossil flora of Tegelen-sur-Meuse, near Venloo, in the Province of Limburg, Verh. Kgl. Akad. Wet. Ámsterdam 1907

## Honores

### Membresías
- 1920: Sociedad Geológica de Londres.

### Galardones
- 1936: medalla Lyell (sobre todo por sus dos monografías con Chandler)

### Becas
- 1919: Fondo de Murchison de la Sociedad Geológica.
- La abreviatura «E.Reid» se emplea para indicar a Eleanor Mary Wynne-Edwards Reid como autoridad en la descripción y clasificación científica de los vegetales.[3]

## Literatura
- Nachruf von W. N. Edwards, Proc. Geological Society of London 1954
- Cynthia Burek The first female Fellows and the status of woman in the Geological Society of London, in C. Lewis, S. Knell The making of the Geological Society of London, Geological Society Special Publication 317, 2009